# 洛杉·大卫·路易斯
洛杉·大卫·路易斯（Leshan David Lewis，1966年12月7日—），常作L.E.S.，是一位常與纳斯合作的嘻哈音乐人。他的第一个作品是在1994年发行专辑《Illmatic》里的《Life's a Bitch》。不久他为AZ的专辑《Doe Or Die》写了一首单曲《Sugar Hill》。在接下来的两年里。他给纳斯、Fat Joe、Shyheim、Shyheim、Royal Flush和《糖衣陷阱》都写过歌。在1998年，他开始和Poke & Tone和collaboratively合作，写了威尔·史密斯的1号畅销单曲《Gettin' Jiggy Wit It》。在1998年到2005年期间，他给纳斯、Big Punisher、 N.O.R.E.、Nature、Flipmode Squad、Kool Savas、Azad等歌手都写了歌。
最近，他在Nas的专辑里《Hip Hop Is Dead》写了包含能超越Jay-Z的《Black Republican》。他还写了一首包含他的2009年专辑《Born and Raised》的《Girl》的歌给说唱艺人Cormega。
他还在弗吉尼亚的低海地区开了一间录音室。